# Női strandröplabdatorna a 2024. évi nyári olimpiai játékokon
A 2024. évi nyári olimpiai játékokon a női strandröplabdatornát július 27. és augusztus 9. között rendezték. A tornán 24 páros vett részt. A mérkőzéseket az Eiffel-torony közelében, mobillelátókkal ellátott stadionban rendezték. Az aranyérmet a brazil Ana Patrícia Ramos, Eduarda Santos Lisboa páros nyerte.

## Selejtezők
| A kvalifikáció módja                       | Dátum               | Rendező  | Kvóta | Nemzet           |
| ------------------------------------------ | ------------------- | -------- | ----- | ---------------- |
| Rendező                                    | –                   | –        | 1     | Franciaország    |
| 2023-as FIVB strandröplabda-világbajnokság | 2023. október 6–15. | Tlaxcala | 1     | Egyesült Államok |
| FIVB strandröplabda olimpiai ranglista     | 2024. június 9.     | –        | 17    | Brazília         |
| FIVB strandröplabda olimpiai ranglista     | 2024. június 9.     | –        | 17    | Egyesült Államok |
| FIVB strandröplabda olimpiai ranglista     | 2024. június 9.     | –        | 17    | Kanada           |
| FIVB strandröplabda olimpiai ranglista     | 2024. június 9.     | –        | 17    | Brazília         |
| FIVB strandröplabda olimpiai ranglista     | 2024. június 9.     | –        | 17    | Hollandia        |
| FIVB strandröplabda olimpiai ranglista     | 2024. június 9.     | –        | 17    | Svájc            |
| FIVB strandröplabda olimpiai ranglista     | 2024. június 9.     | –        | 17    | Lettország       |
| FIVB strandröplabda olimpiai ranglista     | 2024. június 9.     | –        | 17    | Kína             |
| FIVB strandröplabda olimpiai ranglista     | 2024. június 9.     | –        | 17    | Olaszország      |
| FIVB strandröplabda olimpiai ranglista     | 2024. június 9.     | –        | 17    | Németország      |
| FIVB strandröplabda olimpiai ranglista     | 2024. június 9.     | –        | 17    | Ausztrália       |
| FIVB strandröplabda olimpiai ranglista     | 2024. június 9.     | –        | 17    | Svájc            |
| FIVB strandröplabda olimpiai ranglista     | 2024. június 9.     | –        | 17    | Spanyolország    |
| FIVB strandröplabda olimpiai ranglista     | 2024. június 9.     | –        | 17    | Németország      |
| FIVB strandröplabda olimpiai ranglista     | 2024. június 9.     | –        | 17    | Franciaország    |
| FIVB strandröplabda olimpiai ranglista     | 2024. június 9.     | –        | 17    | Litvánia         |
| FIVB strandröplabda olimpiai ranglista     | 2024. június 9.     | –        | 17    | Spanyolország    |
| 2023–2024-es CEV Kontinentális Kupa        | 2024. június 13–16. | Jūrmala  | 1     | Csehország       |
| 2023–2024-es CSV Kontinentális Kupa        | 2024. június 14–16. | Asunción | 1     | Paraguay         |
| 2023–2024-es CAVB Kontinentális Kupa       | 2024. június 20–23. | Martil   | 1     | Egyiptom         |
| 2023–2024-es AVC Kontinentális Kupa        | 2024. június 21–23. | Ningpo   | 1     | Japán            |
| 2023–2024-es NORCECA Kontinentális Kupa    | 2024. június 21–23. | Tlaxcala | 1     | Kanada           |
| Összesen                                   | Összesen            | Összesen | 24    |                  |

Megjegyzés
1. ↑  Eredetileg Hollandia nyerte a CEV Kontinentális Kupát. Nem volt azonban olyan játékos, aki megfelelt volna a NOB követelményeinek. Ezért Hollandia elvesztette az olimpiai kvótát, és a kvótát Csehországnak ítélték oda, mint a Kontinentális Kupa második helyezettjének.

## Naptár
A torna menetrendje az alábbi:
| Cs | Csoportkör | R | Rájátszás | NyD | Nyolcaddöntők | ND | Negyeddöntők | ED | Elődöntők | B | Bronzmérkőzés | D | Döntő |

| júl. 27. | júl. 28. | júl. 29. | júl. 30. | júl. 31. | aug. 1. | aug. 2. | aug. 3. | aug. 3. | aug. 4. | aug. 5. | aug. 6. | aug. 7. | aug. 8. | aug. 9. | aug. 9. |
| -------- | -------- | -------- | -------- | -------- | ------- | ------- | ------- | ------- | ------- | ------- | ------- | ------- | ------- | ------- | ------- |
| Cs       | Cs       | Cs       | Cs       | Cs       | Cs      | Cs      | Cs      | R       | NyD     | NyD     | ND      | ND      | ED      | B       | D       |

## Sorsolás
A csoportkör sorsolását 2024. június 28-án tartották.
| A csoport                   | B csoport               | C csoport                    |
| --------------------------- | ----------------------- | ---------------------------- |
| Ana Patrícia – Duda (BRA)   | Nuss – Kloth (USA)      | Hughes – Cheng (USA)         |
| Gottardi – Menegatti (ITA)  | Xue – X. Y. Xia (CHN)   | Müller – Tillmann (GER)      |
| Liliana – Paula (ESP)       | Mariafe – Clancy (AUS)  | Vieira – Chamereau (FRA)     |
| Marwa – D. Elghobashy (EGY) | Bansley – Bukovec (CAN) | Hermannová – Štochlová (CZE) |

| D csoport                | E csoport                    | F csoport                 |
| ------------------------ | ---------------------------- | ------------------------- |
| Melissa – Brandie (CAN)  | Carol – Bárbara (BRA)        | Placette – Richard (FRA)  |
| Tīna – Anastasija (LAT)  | Stam – Schoon (NED)          | Hüberli – Betschart (SUI) |
| Esmée – Zoé (SUI)        | Paulikienė – Raupelytė (LTU) | Álvarez M – Moreno (ESP)  |
| Poletti – Michelle (PAR) | Akiko – Ishii (JPN)          | Ludwig – Lippmann (GER)   |

## Játékvezetők
Az alábbi játékvezetőket választották ki a tornára.
- Osvaldo Sumavil
- Giseli Amantino
- Brian Hiebert
- Vang Licün
- Juan Carlos Saavedra
- Sylvain Druart
- Haralámposz Papadogúlasz
- Davide Crescentini
- Szatomi Mariko
- Agnieszka Myszkowska
- Rui Carvalho
- Jean Mukundiyukuri
- Robert Leko
- Giovanni Bake
- José María Padrón
- Brigham Beatie

## Csoportkör

### A csoport
| Hely. | Csapat                       | M | Gy | V | Pont | Sz+ | Sz– | SzA   | P+  | P–  | PA    | Továbbjutás        |
| ----- | ---------------------------- | - | -- | - | ---- | --- | --- | ----- | --- | --- | ----- | ------------------ |
| 1.    | Ana Patricia – Duda (BRA)    | 3 | 3  | 0 | 6    | 6   | 0   | MAX   | 126 | 85  | 1,482 | Nyolcaddöntő       |
| 2.    | Liliana – Paula (ESP)        | 3 | 2  | 1 | 5    | 4   | 3   | 1,333 | 116 | 131 | 0,885 | Nyolcaddöntő       |
| 3.    | Gottardi – Menegatti (ITA)   | 3 | 1  | 2 | 4    | 3   | 4   | 0,750 | 126 | 117 | 1,077 | Harmadik helyezett |
| 4.    | Abdelhady – Elghobashy (EGY) | 3 | 0  | 3 | 3    | 0   | 6   | 0,000 | 91  | 126 | 0,722 |                    |

| 2024. július 28. 9:00 | Gottardi – Menegatti (ITA)       | 1–2 | Liliana – Paula (ESP) | Eiffel-torony stadion, Párizs Nézőszám: 8550 Játékvezető: Giovanni Bake (RSA), Rui Carvalho (POR) |
| 2024. július 28. 9:00 | (22–24, 21–9, 14–16) Jegyzőkönyv |     |                       | Eiffel-torony stadion, Párizs Nézőszám: 8550 Játékvezető: Giovanni Bake (RSA), Rui Carvalho (POR) |

| 2024. július 28. 16:00 | Ana Patricia – Duda (BRA)  | 2–0 | Abdelhady – Elghobashy (EGY) | Eiffel-torony stadion, Párizs Nézőszám: 10 767 Játékvezető: Mariko Satomi (JPN), Davide Crescentini (ITA) |
| 2024. július 28. 16:00 | (21–14, 21–19) Jegyzőkönyv |     |                              | Eiffel-torony stadion, Párizs Nézőszám: 10 767 Játékvezető: Mariko Satomi (JPN), Davide Crescentini (ITA) |

| 2024. július 30. 11:00 | Gottardi – Menegatti (ITA) | 2–0 | Abdelhady – Elghobashy (EGY) | Eiffel-torony stadion, Párizs Nézőszám: 10 566 Játékvezető: Giovanni Bake (RSA), Agnieszka Myszkowska (POL) |
| 2024. július 30. 11:00 | (21–16, 21–10) Jegyzőkönyv |     |                              | Eiffel-torony stadion, Párizs Nézőszám: 10 566 Játékvezető: Giovanni Bake (RSA), Agnieszka Myszkowska (POL) |

| 2024. július 30. 21:00 | Ana Patricia – Duda (BRA)  | 2–0 | Liliana – Paula (ESP) | Eiffel-torony stadion, Párizs Nézőszám: 10 760 Játékvezető: Juan Saavedra (COL), Sylvain Druart (FRA) |
| 2024. július 30. 21:00 | (21–12, 21–13) Jegyzőkönyv |     |                       | Eiffel-torony stadion, Párizs Nézőszám: 10 760 Játékvezető: Juan Saavedra (COL), Sylvain Druart (FRA) |

| 2024. augusztus 1. 11:00 | Liliana – Paula (ESP)      | 2–0 | Abdelhady – Elghobashy (EGY) | Eiffel-torony stadion, Párizs Nézőszám: 10 455 Játékvezető: Sylvain Druart (FRA), Agnieszka Myszkowska (POL) |
| 2024. augusztus 1. 11:00 | (21–18, 21–14) Jegyzőkönyv |     |                              | Eiffel-torony stadion, Párizs Nézőszám: 10 455 Játékvezető: Sylvain Druart (FRA), Agnieszka Myszkowska (POL) |

| 2024. augusztus 1. 20:00 | Ana Patricia – Duda (BRA)  | 2–0 | Gottardi – Menegatti (ITA) | Eiffel-torony stadion, Párizs Nézőszám: 10 099 Játékvezető: Brian Hiebert (CAN), Osvaldo Sumavil (ARG) |
| 2024. augusztus 1. 20:00 | (21–17, 21–10) Jegyzőkönyv |     |                            | Eiffel-torony stadion, Párizs Nézőszám: 10 099 Játékvezető: Brian Hiebert (CAN), Osvaldo Sumavil (ARG) |

### B csoport
| Hely. | Csapat                  | M | Gy | V | Pont | Sz+ | Sz– | SzA   | P+  | P–  | PA    | Továbbjutás        |
| ----- | ----------------------- | - | -- | - | ---- | --- | --- | ----- | --- | --- | ----- | ------------------ |
| 1.    | Nuss – Kloth (USA)      | 3 | 3  | 0 | 6    | 6   | 1   | 6,000 | 135 | 112 | 1,205 | Nyolcaddöntő       |
| 2.    | Mariafe – Clancy (AUS)  | 3 | 2  | 1 | 5    | 4   | 3   | 1,333 | 126 | 123 | 1,024 | Nyolcaddöntő       |
| 3.    | Xue – Xia (CHN)         | 3 | 1  | 2 | 4    | 4   | 4   | 1,000 | 146 | 137 | 1,066 | Harmadik helyezett |
| 4.    | Bansley – Bukovec (CAN) | 3 | 0  | 3 | 3    | 0   | 6   | 0,000 | 91  | 126 | 0,722 |                    |

| 2024. július 27. 18:00 | Xue – Xia (CHN)                   | 1–2 | Mariafe – Clancy (AUS) | Eiffel-torony stadion, Párizs Nézőszám: 10 250 Játékvezető: Osvaldo Sumavil (ARG), Agnieszka Myszkowska (POL) |
| 2024. július 27. 18:00 | (20–22, 21–14, 14–16) Jegyzőkönyv |     |                        | Eiffel-torony stadion, Párizs Nézőszám: 10 250 Játékvezető: Osvaldo Sumavil (ARG), Agnieszka Myszkowska (POL) |

| 2024. július 27. 22:00 | Nuss – Kloth (USA)         | 2–0 | Bansley – Bukovec (CAN) | Eiffel-torony stadion, Párizs Nézőszám: 10 314 Játékvezető: Giseli Amantino (BRA), Mariko Satomi (JPN) |
| 2024. július 27. 22:00 | (21–17, 21–14) Jegyzőkönyv |     |                         | Eiffel-torony stadion, Párizs Nézőszám: 10 314 Játékvezető: Giseli Amantino (BRA), Mariko Satomi (JPN) |

| 2024. július 29. 11:00 | Xue – Xia (CHN)            | 2–0 | Bansley – Bukovec (CAN) | Eiffel-torony stadion, Párizs Nézőszám: 10 580 Játékvezető: Agnieszka Myszkowska (POL), Giovanni Bake (RSA) |
| 2024. július 29. 11:00 | (21–15, 21–19) Jegyzőkönyv |     |                         | Eiffel-torony stadion, Párizs Nézőszám: 10 580 Játékvezető: Agnieszka Myszkowska (POL), Giovanni Bake (RSA) |

| 2024. július 29. 22:00 | Nuss – Kloth (USA)         | 2–0 | Mariafe – Clancy (AUS) | Eiffel-torony stadion, Párizs Nézőszám: 10 237 Játékvezető: Wang Lijun (CHN), Osvaldo Sumavil (ARG) |
| 2024. július 29. 22:00 | (21–16, 21–16) Jegyzőkönyv |     |                        | Eiffel-torony stadion, Párizs Nézőszám: 10 237 Játékvezető: Wang Lijun (CHN), Osvaldo Sumavil (ARG) |

| 2024. augusztus 1. 16:00 | Mariafe – Clancy (AUS)     | 2–0 | Bansley – Bukovec (CAN) | Eiffel-torony stadion, Párizs Nézőszám: 10 107 Játékvezető: Jean Mukundiyukuri (RWA), Wang Lijun (CHN) |
| 2024. augusztus 1. 16:00 | (21–10, 21–16) Jegyzőkönyv |     |                         | Eiffel-torony stadion, Párizs Nézőszám: 10 107 Játékvezető: Jean Mukundiyukuri (RWA), Wang Lijun (CHN) |

| 2024. augusztus 1. 22:00 | Nuss – Kloth (USA)                | 2–1 | Xue – Xia (CHN) | Eiffel-torony stadion, Párizs Nézőszám: 10 805 Játékvezető: José Padron (ESP), Giseli Amantino (BRA) |
| 2024. augusztus 1. 22:00 | (15–21, 21–16, 15–12) Jegyzőkönyv |     |                 | Eiffel-torony stadion, Párizs Nézőszám: 10 805 Játékvezető: José Padron (ESP), Giseli Amantino (BRA) |

### C csoport
| Hely. | Csapat                       | M | Gy | V | Pont | Sz+ | Sz– | SzA   | P+  | P–  | PA    | Továbbjutás        |
| ----- | ---------------------------- | - | -- | - | ---- | --- | --- | ----- | --- | --- | ----- | ------------------ |
| 1.    | Hughes – Cheng (USA)         | 3 | 3  | 0 | 6    | 6   | 0   | MAX   | 128 | 100 | 1,280 | Nyolcaddöntő       |
| 2.    | Müller – Tillmann (GER)      | 3 | 2  | 1 | 5    | 4   | 2   | 2,000 | 120 | 94  | 1,277 | Nyolcaddöntő       |
| 3.    | Hermannová – Štochlová (CZE) | 3 | 1  | 2 | 4    | 2   | 5   | 0,400 | 107 | 127 | 0,843 | Harmadik helyezett |
| 4.    | Vieira – Chamereau (FRA)     | 3 | 0  | 3 | 3    | 1   | 6   | 0,167 | 106 | 140 | 0,757 |                    |

| 2024. július 28. 12:00 | Müller – Tillmann (GER)    | 2–0 | Vieira – Chamereau (FRA) | Eiffel-torony stadion, Párizs Nézőszám: 10 693 Játékvezető: Charalampos Papadogoulas (GRE), Juan Saavedra (COL) |
| 2024. július 28. 12:00 | (21–14, 21–12) Jegyzőkönyv |     |                          | Eiffel-torony stadion, Párizs Nézőszám: 10 693 Játékvezető: Charalampos Papadogoulas (GRE), Juan Saavedra (COL) |

| 2024. július 28. 22:00 | Hughes – Cheng (USA)       | 2–0 | Hermannová – Štochlová (CZE) | Eiffel-torony stadion, Párizs Nézőszám: 10 598 Játékvezető: Osvaldo Sumavil (ARG), Davide Crescentini (ITA) |
| 2024. július 28. 22:00 | (21–16, 21–11) Jegyzőkönyv |     |                              | Eiffel-torony stadion, Párizs Nézőszám: 10 598 Játékvezető: Osvaldo Sumavil (ARG), Davide Crescentini (ITA) |

| 2024. július 31. 11:00 | Müller – Tillmann (GER)   | 2–0 | Hermannová – Štochlová (CZE) | Eiffel-torony stadion, Párizs Nézőszám: 10 643 Játékvezető: Robert Leko (SRB), Jean Mukundiyukuri (RWA) |
| 2024. július 31. 11:00 | (21–17, 21–9) Jegyzőkönyv |     |                              | Eiffel-torony stadion, Párizs Nézőszám: 10 643 Játékvezető: Robert Leko (SRB), Jean Mukundiyukuri (RWA) |

| 2024. július 31. 15:00 | Hughes – Cheng (USA)       | 2–0 | Vieira – Chamereau (FRA) | Eiffel-torony stadion, Párizs Nézőszám: 9777 Játékvezető: José Padron (ESP), Agnieszka Myszkowska (POL) |
| 2024. július 31. 15:00 | (21–16, 23–21) Jegyzőkönyv |     |                          | Eiffel-torony stadion, Párizs Nézőszám: 9777 Játékvezető: José Padron (ESP), Agnieszka Myszkowska (POL) |

| 2024. augusztus 2. 12:00 | Vieira – Chamereau (FRA)         | 1–2 | Hermannová – Štochlová (CZE) | Eiffel-torony stadion, Párizs Nézőszám: 11 233 Játékvezető: Robert Leko (SRB), Rui Carvalho (POR) |
| 2024. augusztus 2. 12:00 | (13–21, 21–18, 9–15) Jegyzőkönyv |     |                              | Eiffel-torony stadion, Párizs Nézőszám: 11 233 Játékvezető: Robert Leko (SRB), Rui Carvalho (POR) |

| 2024. augusztus 2. 22:00 | Hughes – Cheng (USA)       | 2–0 | Müller – Tillmann (GER) | Eiffel-torony stadion, Párizs Nézőszám: 10 891 Játékvezető: Agnieszka Myszkowska (POL), Giseli Amantino (BRA) |
| 2024. augusztus 2. 22:00 | (21–18, 21–18) Jegyzőkönyv |     |                         | Eiffel-torony stadion, Párizs Nézőszám: 10 891 Játékvezető: Agnieszka Myszkowska (POL), Giseli Amantino (BRA) |

### D csoport
| Hely. | Csapat                   | M | Gy | V | Pont | Sz+ | Sz– | SzA   | P+  | P–  | PA    | Továbbjutás        |
| ----- | ------------------------ | - | -- | - | ---- | --- | --- | ----- | --- | --- | ----- | ------------------ |
| 1.    | Esmée – Zoé (SUI)        | 3 | 3  | 0 | 6    | 6   | 2   | 3,000 | 147 | 133 | 1,105 | Nyolcaddöntő       |
| 2.    | Tīna – Anastasija (LAT)  | 3 | 2  | 1 | 5    | 4   | 2   | 2,000 | 114 | 110 | 1,036 | Nyolcaddöntő       |
| 3.    | Melissa – Brandie (CAN)  | 3 | 1  | 2 | 4    | 3   | 4   | 0,750 | 126 | 120 | 1,050 | Harmadik helyezett |
| 4.    | Poletti – Michelle (PAR) | 3 | 0  | 3 | 3    | 1   | 6   | 0,167 | 116 | 140 | 0,829 |                    |

| 2024. július 29. 15:00 | Melissa – Brandie (CAN)    | 2–0 | Poletti – Michelle (PAR) | Eiffel-torony stadion, Párizs Nézőszám: 9689 Játékvezető: Jean Mukundiyukuri (RWA), Charalampos Papadogoulas (GRE) |
| 2024. július 29. 15:00 | (21–16, 21–12) Jegyzőkönyv |     |                          | Eiffel-torony stadion, Párizs Nézőszám: 9689 Játékvezető: Jean Mukundiyukuri (RWA), Charalampos Papadogoulas (GRE) |

| 2024. július 29. 17:00 | Tīna – Anastasija (LAT)    | 0–2 | Esmée – Zoé (SUI) | Eiffel-torony stadion, Párizs Nézőszám: 10 834 Játékvezető: Sylvain Druart (FRA), Mariko Satomi (JPN) |
| 2024. július 29. 17:00 | (15–21, 14–21) Jegyzőkönyv |     |                   | Eiffel-torony stadion, Párizs Nézőszám: 10 834 Játékvezető: Sylvain Druart (FRA), Mariko Satomi (JPN) |

| 2024. július 31. 12:00 | Tīna – Anastasija (LAT)    | 2–0 | Poletti – Michelle (PAR) | Eiffel-torony stadion, Párizs Nézőszám: 10 738 Játékvezető: Mariko Satomi (JPN), Giovanni Bake (RSA) |
| 2024. július 31. 12:00 | (21–19, 21–15) Jegyzőkönyv |     |                          | Eiffel-torony stadion, Párizs Nézőszám: 10 738 Játékvezető: Mariko Satomi (JPN), Giovanni Bake (RSA) |

| 2024. július 31. 21:00 | Melissa – Brandie (CAN)           | 1–2 | Esmée – Zoé (SUI) | Eiffel-torony stadion, Párizs Nézőszám: 10 105 Játékvezető: Giseli Amantino (BRA), Brigham Beaties (USA) |
| 2024. július 31. 21:00 | (18–21, 21–13, 11–15) Jegyzőkönyv |     |                   | Eiffel-torony stadion, Párizs Nézőszám: 10 105 Játékvezető: Giseli Amantino (BRA), Brigham Beaties (USA) |

| 2024. augusztus 3. 11:00 | Esmée – Zoé (SUI)                 | 2–1 | Poletti – Michelle (PAR) | Eiffel-torony stadion, Párizs Nézőszám: 10 721 Játékvezető: Sylvain Druart (FRA), Mariko Satomi (JPN) |
| 2024. augusztus 3. 11:00 | (23–21, 18–21, 15–12) Jegyzőkönyv |     |                          | Eiffel-torony stadion, Párizs Nézőszám: 10 721 Játékvezető: Sylvain Druart (FRA), Mariko Satomi (JPN) |

| 2024. augusztus 3. 17:00 | Melissa – Brandie (CAN)    | 0–2 | Tīna – Anastasija (LAT) | Eiffel-torony stadion, Párizs Nézőszám: 10 659 Játékvezető: Jean Mukundiyukuri (RWA), Juan Saavedra (COL) |
| 2024. augusztus 3. 17:00 | (14–21, 20–22) Jegyzőkönyv |     |                         | Eiffel-torony stadion, Párizs Nézőszám: 10 659 Játékvezető: Jean Mukundiyukuri (RWA), Juan Saavedra (COL) |

### E csoport
| Hely. | Csapat                       | M | Gy | V | Pont | Sz+ | Sz– | SzA   | P+  | P–  | PA    | Továbbjutás        |
| ----- | ---------------------------- | - | -- | - | ---- | --- | --- | ----- | --- | --- | ----- | ------------------ |
| 1.    | Carol – Bárbara (BRA)        | 3 | 3  | 0 | 6    | 6   | 1   | 6,000 | 140 | 113 | 1,239 | Nyolcaddöntő       |
| 2.    | Stam – Schoon (NED)          | 3 | 2  | 1 | 5    | 5   | 2   | 2,500 | 139 | 122 | 1,139 | Nyolcaddöntő       |
| 3.    | Akiko – Ishii (JPN)          | 3 | 1  | 2 | 4    | 2   | 4   | 0,500 | 103 | 100 | 1,030 | Harmadik helyezett |
| 4.    | Paulikienė – Raupelytė (LTU) | 3 | 0  | 3 | 3    | 0   | 6   | 0,000 | 79  | 126 | 0,627 |                    |

| 2024. július 28. 11:00 | Carol – Bárbara (BRA)      | 2–0 | Akiko – Ishii (JPN) | Eiffel-torony stadion, Párizs Nézőszám: 10 656 Játékvezető: Agnieszka Myszkowska (POL), José Padron (ESP) |
| 2024. július 28. 11:00 | (21–12, 21–19) Jegyzőkönyv |     |                     | Eiffel-torony stadion, Párizs Nézőszám: 10 656 Játékvezető: Agnieszka Myszkowska (POL), José Padron (ESP) |

| 2024. július 28. 15:00 | Stam – Schoon (NED)        | 2–0 | Paulikienė – Raupelytė (LTU) | Eiffel-torony stadion, Párizs Nézőszám: 10 282 Játékvezető: Rui Carvalho (POR), Jean Mukundiyukuri (RWA) |
| 2024. július 28. 15:00 | (21–19, 21–17) Jegyzőkönyv |     |                              | Eiffel-torony stadion, Párizs Nézőszám: 10 282 Játékvezető: Rui Carvalho (POR), Jean Mukundiyukuri (RWA) |

| 2024. július 30. 16:00 | Carol – Bárbara (BRA)      | 2–0 | Paulikienė – Raupelytė (LTU) | Eiffel-torony stadion, Párizs Nézőszám: 10 795 Játékvezető: Davide Crescentini (ITA), Wang Lijun (CHN) |
| 2024. július 30. 16:00 | (21–13, 21–14) Jegyzőkönyv |     |                              | Eiffel-torony stadion, Párizs Nézőszám: 10 795 Játékvezető: Davide Crescentini (ITA), Wang Lijun (CHN) |

| 2024. július 30. 22:00 | Stam – Schoon (NED)        | 2–0 | Akiko – Ishii (JPN) | Eiffel-torony stadion, Párizs Nézőszám: 10 828 Játékvezető: Giseli Amantino (BRA), Wang Lijun (CHN) |
| 2024. július 30. 22:00 | (21–16, 21–14) Jegyzőkönyv |     |                     | Eiffel-torony stadion, Párizs Nézőszám: 10 828 Játékvezető: Giseli Amantino (BRA), Wang Lijun (CHN) |

| 2024. augusztus 2. 09:00 | Paulikienė – Raupelytė (LTU) | 0–2 | Akiko – Ishii (JPN) | Eiffel-torony stadion, Párizs Nézőszám: 9626 Játékvezető: Giovanni Bake (RSA), Robert Leko (SRB) |
| 2024. augusztus 2. 09:00 | (11–21, 5–21) Jegyzőkönyv    |     |                     | Eiffel-torony stadion, Párizs Nézőszám: 9626 Játékvezető: Giovanni Bake (RSA), Robert Leko (SRB) |

| 2024. augusztus 2. 17:00 | Carol – Bárbara (BRA)             | 2–1 | Stam – Schoon (NED) | Eiffel-torony stadion, Párizs Nézőszám: 10 680 Játékvezető: Wang Lijun (CHN), José Padron (ESP) |
| 2024. augusztus 2. 17:00 | (16–21, 21–17, 19–17) Jegyzőkönyv |     |                     | Eiffel-torony stadion, Párizs Nézőszám: 10 680 Játékvezető: Wang Lijun (CHN), José Padron (ESP) |

### F csoport
| Hely. | Csapat                    | M | Gy | V | Pont | Sz+ | Sz– | SzA   | P+  | P–  | PA    | Továbbjutás        |
| ----- | ------------------------- | - | -- | - | ---- | --- | --- | ----- | --- | --- | ----- | ------------------ |
| 1.    | Hüberli – Betschart (SUI) | 3 | 3  | 0 | 6    | 6   | 0   | MAX   | 126 | 74  | 1,703 | Nyolcaddöntő       |
| 2.    | Álvarez – Moreno (ESP)    | 3 | 2  | 1 | 5    | 4   | 2   | 2,000 | 115 | 104 | 1,106 | Nyolcaddöntő       |
| 3.    | Placette – Richard (FRA)  | 3 | 1  | 2 | 4    | 2   | 4   | 0,500 | 89  | 118 | 0,754 | Harmadik helyezett |
| 4.    | Ludwig – Lippmann (GER)   | 3 | 0  | 3 | 3    | 0   | 6   | 0,000 | 93  | 127 | 0,732 |                    |

| 2024. július 29. 12:00 | Hüberli – Betschart (SUI)  | 2–0 | Álvarez – Moreno (ESP) | Eiffel-torony stadion, Párizs Nézőszám: 10 580 Játékvezető: Robert Leko (SRB), Rui Carvalho (POR) |
| 2024. július 29. 12:00 | (21–12, 21–19) Jegyzőkönyv |     |                        | Eiffel-torony stadion, Párizs Nézőszám: 10 580 Játékvezető: Robert Leko (SRB), Rui Carvalho (POR) |

| 2024. július 29. 21:00 | Placette – Richard (FRA)   | 2–0 | Ludwig – Lippmann (GER) | Eiffel-torony stadion, Párizs Nézőszám: 10 731 Játékvezető: Giseli Amantino (BRA), Brigham Beatie (USA) |
| 2024. július 29. 21:00 | (21–14, 22–20) Jegyzőkönyv |     |                         | Eiffel-torony stadion, Párizs Nézőszám: 10 731 Játékvezető: Giseli Amantino (BRA), Brigham Beatie (USA) |

| 2024. július 31. 10:00 | Hüberli – Betschart (SUI) | 2–0 | Ludwig – Lippmann (GER) | Eiffel-torony stadion, Párizs Nézőszám: 10 501 Játékvezető: Agnieszka Myszkowska (POL), Rui Carvalho (POR) |
| 2024. július 31. 10:00 | (21–9, 21–15) Jegyzőkönyv |     |                         | Eiffel-torony stadion, Párizs Nézőszám: 10 501 Játékvezető: Agnieszka Myszkowska (POL), Rui Carvalho (POR) |

| 2024. július 31. 17:00 | Placette – Richard (FRA)   | 0–2 | Álvarez – Moreno (ESP) | Eiffel-torony stadion, Párizs Nézőszám: 10 677 Játékvezető: Davide Crescentini (ITA), Brian Hiebert (CAN) |
| 2024. július 31. 17:00 | (12–21, 15–21) Jegyzőkönyv |     |                        | Eiffel-torony stadion, Párizs Nézőszám: 10 677 Játékvezető: Davide Crescentini (ITA), Brian Hiebert (CAN) |

| 2024. augusztus 3. 12:00 | Álvarez – Moreno (ESP)     | 2–0 | Ludwig – Lippmann (GER) | Eiffel-torony stadion, Párizs Nézőszám: 10 832 Játékvezető: Brian Hiebert (CAN), Giovanni Bake (RSA) |
| 2024. augusztus 3. 12:00 | (21–16, 21–19) Jegyzőkönyv |     |                         | Eiffel-torony stadion, Párizs Nézőszám: 10 832 Játékvezető: Brian Hiebert (CAN), Giovanni Bake (RSA) |

| 2024. augusztus 3. 16:00 | Placette – Richard (FRA)  | 0–2 | Hüberli – Betschart (SUI) | Eiffel-torony stadion, Párizs Nézőszám: 10 181 Játékvezető: Robert Leko (SRB), Davide Crescentini (ITA) |
| 2024. augusztus 3. 16:00 | (11–21, 8–21) Jegyzőkönyv |     |                           | Eiffel-torony stadion, Párizs Nézőszám: 10 181 Játékvezető: Robert Leko (SRB), Davide Crescentini (ITA) |

### Harmadik helyezettek
A legjobb két harmadik helyezett bejutott a nyolcaddöntőbe. A 3–6. helyezettek a rájátszásba kerültek, ahol a 3. helyezett a 6. helyezettel, a 4. helyezett az 5. helyezettel játszott a nyolcaddöntőbe jutásért.
| Hely. | Csapat                       | M | Gy | V | Pont | Sz+ | Sz– | SzA   | P+  | P–  | PA    | Továbbjutás   |
| ----- | ---------------------------- | - | -- | - | ---- | --- | --- | ----- | --- | --- | ----- | ------------- |
| 1.    | Xue – Xia (CHN)              | 3 | 1  | 2 | 4    | 4   | 4   | 1,000 | 146 | 137 | 1,066 | Nyolcaddöntők |
| 2.    | Gottardi – Menegatti (ITA)   | 3 | 1  | 2 | 4    | 3   | 4   | 0,750 | 126 | 117 | 1,077 | Nyolcaddöntők |
| 3.    | Melissa – Brandie (CAN)      | 3 | 1  | 2 | 4    | 3   | 4   | 0,750 | 126 | 120 | 1,050 | Rájátszás     |
| 4.    | Akiko – Ishii (JPN)          | 3 | 1  | 2 | 4    | 2   | 4   | 0,500 | 103 | 100 | 1,030 | Rájátszás     |
| 5.    | Placette – Richard (FRA)     | 3 | 1  | 2 | 4    | 2   | 4   | 0,500 | 89  | 118 | 0,754 | Rájátszás     |
| 6.    | Hermannová – Štochlová (CZE) | 3 | 1  | 2 | 4    | 2   | 5   | 0,400 | 107 | 127 | 0,843 | Rájátszás     |

### Rájátszás
| 2024. augusztus 3. 21:00 | Akiko – Ishii (JPN)        | 2–0 | Placette – Richard (FRA) | Eiffel-torony stadion, Párizs Nézőszám: 10 244 Játékvezető: Brigham Beatie (USA), Wang Lijun (CHN) |
| 2024. augusztus 3. 21:00 | (21–15, 21–18) Jegyzőkönyv |     |                          | Eiffel-torony stadion, Párizs Nézőszám: 10 244 Játékvezető: Brigham Beatie (USA), Wang Lijun (CHN) |

| 2024. augusztus 3. 22:00 | Melissa – Brandie (CAN)    | 2–0 | Hermannová – Štochlová (CZE) | Eiffel-torony stadion, Párizs Nézőszám: 10 762 Játékvezető: Giseli Amantino (BRA), Agnieszka Myszkowska (POL) |
| 2024. augusztus 3. 22:00 | (21–15, 21–15) Jegyzőkönyv |     |                              | Eiffel-torony stadion, Párizs Nézőszám: 10 762 Játékvezető: Giseli Amantino (BRA), Agnieszka Myszkowska (POL) |

## Egyenes kieséses szakasz
A nyolcaddöntők párosításait sorsolással határozták meg. A csoportok első helyezettjei automatikus helyeket kaptak. Ezután kisorsolták a rájátszás győzteseit, majd a két legjobb harmadik helyezettet. Utolsóként a második helyezetteket sorsolták. Az azonos csoportban lévő párok nem találkozhattak egymással a nyolcaddöntőben.
|  |                            |                            |                           |                           |              |                           |                           |                           |                           |                        |              |              |              |  |  |       |       |       |
|  | Nyolcaddöntők              | Nyolcaddöntők              | Nyolcaddöntők             |                           |              | Negyeddöntők              | Negyeddöntők              | Negyeddöntők              |                           |                        | Elődöntők    | Elődöntők    | Elődöntők    |  |  | Döntő | Döntő | Döntő |
|  | Nyolcaddöntők              | Nyolcaddöntők              | Nyolcaddöntők             |                           |              | Negyeddöntők              | Negyeddöntők              | Negyeddöntők              |                           |                        | Elődöntők    | Elődöntők    | Elődöntők    |  |  | Döntő | Döntő | Döntő |
|  | augusztus 5.               |                            |                           |                           |              |                           |                           |                           |                           |                        |              |              |              |  |  |       |       |       |
|  |                            |                            |                           |                           |              |                           |                           |                           |                           |                        |              |              |              |  |  |       |       |       |
|  | Ana Patricia – Duda (BRA)  | Ana Patricia – Duda (BRA)  | 2                         |                           |              |                           |                           |                           |                           |                        |              |              |              |  |  |       |       |       |
|  | Ana Patricia – Duda (BRA)  | Ana Patricia – Duda (BRA)  | 2                         | augusztus 7.              |              |                           |                           |                           |                           |                        |              |              |              |  |  |       |       |       |
|  | Akiko – Ishii (JPN)        | Akiko – Ishii (JPN)        | 0                         |                           |              |                           |                           |                           |                           |                        |              |              |              |  |  |       |       |       |
|  | Akiko – Ishii (JPN)        | Akiko – Ishii (JPN)        | 0                         |                           |              | Ana Patricia – Duda (BRA) | Ana Patricia – Duda (BRA) | 2                         |                           |                        |              |              |              |  |  |       |       |       |
|  | augusztus 5.               |                            |                           |                           |              | Ana Patricia – Duda (BRA) | Ana Patricia – Duda (BRA) | 2                         |                           |                        |              |              |              |  |  |       |       |       |
|  |                            |                            | Tīna – Anastasija (LAT)   | Tīna – Anastasija (LAT)   | 0            |                           |                           |                           |                           |                        |              |              |              |  |  |       |       |       |
|  | Müller – Tillmann (GER)    | Müller – Tillmann (GER)    | Tīna – Anastasija (LAT)   | Tīna – Anastasija (LAT)   | 0            | 1                         |                           |                           |                           |                        |              |              |              |  |  |       |       |       |
|  | Müller – Tillmann (GER)    | Müller – Tillmann (GER)    |                           |                           |              | 1                         | augusztus 8.              |                           |                           |                        |              |              |              |  |  |       |       |       |
|  | Tīna – Anastasija (LAT)    | Tīna – Anastasija (LAT)    | 2                         |                           |              |                           |                           |                           |                           |                        |              |              |              |  |  |       |       |       |
|  | Tīna – Anastasija (LAT)    | Tīna – Anastasija (LAT)    | 2                         |                           |              | Ana Patricia – Duda (BRA) | Ana Patricia – Duda (BRA) | 2                         |                           |                        |              |              |              |  |  |       |       |       |
|  | augusztus 4.               |                            |                           |                           |              | Ana Patricia – Duda (BRA) | Ana Patricia – Duda (BRA) | 2                         |                           |                        |              |              |              |  |  |       |       |       |
|  |                            |                            | Mariafe – Clancy (AUS)    | Mariafe – Clancy (AUS)    | 1            |                           |                           |                           |                           |                        |              |              |              |  |  |       |       |       |
|  | Carol – Bárbara (BRA)      | Carol – Bárbara (BRA)      | Mariafe – Clancy (AUS)    | Mariafe – Clancy (AUS)    | 1            | 0                         |                           |                           |                           |                        |              |              |              |  |  |       |       |       |
|  | Carol – Bárbara (BRA)      | Carol – Bárbara (BRA)      | augusztus 6.              |                           |              | 0                         |                           |                           |                           |                        |              |              |              |  |  |       |       |       |
|  | Mariafe – Clancy (AUS)     | Mariafe – Clancy (AUS)     | 2                         |                           |              |                           |                           |                           |                           |                        |              |              |              |  |  |       |       |       |
|  | Mariafe – Clancy (AUS)     | Mariafe – Clancy (AUS)     | 2                         |                           |              | Mariafe – Clancy (AUS)    | Mariafe – Clancy (AUS)    | 2                         |                           |                        |              |              |              |  |  |       |       |       |
|  | augusztus 4.               |                            |                           |                           |              | Mariafe – Clancy (AUS)    | Mariafe – Clancy (AUS)    | 2                         |                           |                        |              |              |              |  |  |       |       |       |
|  |                            |                            | Esmée – Zoé (SUI)         | Esmée – Zoé (SUI)         | 1            |                           |                           |                           |                           |                        |              |              |              |  |  |       |       |       |
|  | Xue – X. Y. Xia (CHN)      | Xue – X. Y. Xia (CHN)      | Esmée – Zoé (SUI)         | Esmée – Zoé (SUI)         | 1            | 0                         |                           |                           |                           |                        |              |              |              |  |  |       |       |       |
|  | Xue – X. Y. Xia (CHN)      | Xue – X. Y. Xia (CHN)      |                           |                           |              | 0                         | augusztus 9.              |                           |                           |                        |              |              |              |  |  |       |       |       |
|  | Esmée – Zoé (SUI)          | Esmée – Zoé (SUI)          | 2                         |                           |              |                           |                           |                           |                           |                        |              |              |              |  |  |       |       |       |
|  | Esmée – Zoé (SUI)          | Esmée – Zoé (SUI)          | 2                         |                           |              | Ana Patricia – Duda (BRA) | Ana Patricia – Duda (BRA) | 2                         |                           |                        |              |              |              |  |  |       |       |       |
|  | augusztus 4.               |                            |                           |                           |              | Ana Patricia – Duda (BRA) | Ana Patricia – Duda (BRA) | 2                         |                           |                        |              |              |              |  |  |       |       |       |
|  |                            |                            | Melissa – Brandie (CAN)   | Melissa – Brandie (CAN)   | 1            |                           |                           |                           |                           |                        |              |              |              |  |  |       |       |       |
|  | Hughes – Cheng (USA)       | Hughes – Cheng (USA)       | Melissa – Brandie (CAN)   | Melissa – Brandie (CAN)   | 1            | 2                         |                           |                           |                           |                        |              |              |              |  |  |       |       |       |
|  | Hughes – Cheng (USA)       | Hughes – Cheng (USA)       | augusztus 6.              |                           |              | 2                         |                           |                           |                           |                        |              |              |              |  |  |       |       |       |
|  | Gottardi – Menegatti (ITA) | Gottardi – Menegatti (ITA) | 1                         |                           |              |                           |                           |                           |                           |                        |              |              |              |  |  |       |       |       |
|  | Gottardi – Menegatti (ITA) | Gottardi – Menegatti (ITA) | 1                         |                           |              | Hughes – Cheng (USA)      | Hughes – Cheng (USA)      | 0                         |                           |                        |              |              |              |  |  |       |       |       |
|  | augusztus 4.               |                            |                           |                           |              | Hughes – Cheng (USA)      | Hughes – Cheng (USA)      | 0                         |                           |                        |              |              |              |  |  |       |       |       |
|  |                            |                            | Hüberli – Betschart (SUI) | Hüberli – Betschart (SUI) | 2            |                           |                           |                           |                           |                        |              |              |              |  |  |       |       |       |
|  | Liliana – Paula (ESP)      | Liliana – Paula (ESP)      | Hüberli – Betschart (SUI) | Hüberli – Betschart (SUI) | 2            | 0                         |                           |                           |                           |                        |              |              |              |  |  |       |       |       |
|  | Liliana – Paula (ESP)      | Liliana – Paula (ESP)      |                           |                           |              | 0                         | augusztus 8.              |                           |                           |                        |              |              |              |  |  |       |       |       |
|  | Hüberli – Betschart (SUI)  | Hüberli – Betschart (SUI)  | 2                         |                           |              |                           |                           |                           |                           |                        |              |              |              |  |  |       |       |       |
|  | Hüberli – Betschart (SUI)  | Hüberli – Betschart (SUI)  | 2                         |                           |              | Hüberli – Betschart (SUI) | Hüberli – Betschart (SUI) | 1                         |                           |                        |              |              |              |  |  |       |       |       |
|  | augusztus 5.               |                            |                           |                           |              | Hüberli – Betschart (SUI) | Hüberli – Betschart (SUI) | 1                         |                           |                        |              |              |              |  |  |       |       |       |
|  |                            |                            | Melissa – Brandie (CAN)   | Melissa – Brandie (CAN)   | 2            |                           |                           | Bronzmérkőzés             | Bronzmérkőzés             | Bronzmérkőzés          |              |              |              |  |  |       |       |       |
|  | Álvarez M – Moreno (ESP)   | Álvarez M – Moreno (ESP)   | Melissa – Brandie (CAN)   | Melissa – Brandie (CAN)   | 2            | 2                         |                           |                           |                           | Bronzmérkőzés          |              |              |              |  |  |       |       |       |
|  | Álvarez M – Moreno (ESP)   | Álvarez M – Moreno (ESP)   |                           |                           | augusztus 7. | augusztus 7.              | augusztus 7.              |                           |                           |                        | augusztus 9. | augusztus 9. | augusztus 9. |  |  |       |       |       |
|  | Stam – Schoon (NED)        | Stam – Schoon (NED)        | 1                         |                           | augusztus 7. | augusztus 7.              | augusztus 7.              |                           |                           |                        | augusztus 9. | augusztus 9. | augusztus 9. |  |  |       |       |       |
|  | Stam – Schoon (NED)        | Stam – Schoon (NED)        | 1                         |                           |              | Álvarez M – Moreno (ESP)  | Álvarez M – Moreno (ESP)  | 0                         | Mariafe – Clancy (AUS)    | Mariafe – Clancy (AUS) | 0            |              |              |  |  |       |       |       |
|  | augusztus 5.               |                            |                           |                           |              | Álvarez M – Moreno (ESP)  | Álvarez M – Moreno (ESP)  | 0                         | Mariafe – Clancy (AUS)    | Mariafe – Clancy (AUS) | 0            |              |              |  |  |       |       |       |
|  |                            |                            | Melissa – Brandie (CAN)   | Melissa – Brandie (CAN)   | 2            |                           |                           | Hüberli – Betschart (SUI) | Hüberli – Betschart (SUI) | 2                      |              |              |              |  |  |       |       |       |
|  | Melissa – Brandie (CAN)    | Melissa – Brandie (CAN)    | Melissa – Brandie (CAN)   | Melissa – Brandie (CAN)   | 2            | 2                         |                           | Hüberli – Betschart (SUI) | Hüberli – Betschart (SUI) | 2                      |              |              |              |  |  |       |       |       |
|  | Melissa – Brandie (CAN)    | Melissa – Brandie (CAN)    |                           |                           |              |                           |                           |                           |                           |                        |              |              |              |  |  |       |       |       |
|  | Nuss – Kloth (USA)         | Nuss – Kloth (USA)         | 0                         |                           |              |                           |                           |                           |                           |                        |              |              |              |  |  |       |       |       |
|  | Nuss – Kloth (USA)         | Nuss – Kloth (USA)         | 0                         |                           |              |                           |                           |                           |                           |                        |              |              |              |  |  |       |       |       |

### Nyolcaddöntők
| 2024. augusztus 4. 9:00 | Xue – X. Y. Xia (CHN)      | 0–2 | Esmée – Zoé (SUI) | Eiffel-torony stadion, Párizs Nézőszám: 10 304 Játékvezető: Robert Leko (SRB), Mariko Satomi (JPN) |
| 2024. augusztus 4. 9:00 | (27–29, 16–21) Jegyzőkönyv |     |                   | Eiffel-torony stadion, Párizs Nézőszám: 10 304 Játékvezető: Robert Leko (SRB), Mariko Satomi (JPN) |

| 2024. augusztus 4. 17:00 | Carol – Bárbara (BRA)      | 0–2 | Mariafe – Clancy (AUS) | Eiffel-torony stadion, Párizs Nézőszám: 10 623 Játékvezető: Brigham Beatie (USA), Juan Saavedra (COL) |
| 2024. augusztus 4. 17:00 | (22–24, 14–21) Jegyzőkönyv |     |                        | Eiffel-torony stadion, Párizs Nézőszám: 10 623 Játékvezető: Brigham Beatie (USA), Juan Saavedra (COL) |

| 2024. augusztus 4. 18:00 | Liliana – Paula (ESP)      | 0–2 | Hüberli – Betschart (SUI) | Eiffel-torony stadion, Párizs Nézőszám: 10 796 Játékvezető: Agnieszka Myszkowska (POL), Giseli Amantino (BRA) |
| 2024. augusztus 4. 18:00 | (21–23, 16–21) Jegyzőkönyv |     |                           | Eiffel-torony stadion, Párizs Nézőszám: 10 796 Játékvezető: Agnieszka Myszkowska (POL), Giseli Amantino (BRA) |

| 2024. augusztus 4. 22:00 | Hughes – Cheng (USA)              | 2–1 | Gottardi – Menegatti (ITA) | Eiffel-torony stadion, Párizs Nézőszám: 10 846 Játékvezető: Wang Lijun (CHN), Jean Mukundyukuri (RWA) |
| 2024. augusztus 4. 22:00 | (21–18, 17–21, 15–12) Jegyzőkönyv |     |                            | Eiffel-torony stadion, Párizs Nézőszám: 10 846 Játékvezető: Wang Lijun (CHN), Jean Mukundyukuri (RWA) |

| 2024. augusztus 5. 9:00 | Müller – Tillmann (GER)           | 1–2 | Tīna – Anastasija (LAT) | Eiffel-torony stadion, Párizs Nézőszám: 9988 Játékvezető: Rui Carvalho (POR), Mariko Satomi (JPN) |
| 2024. augusztus 5. 9:00 | (13–21, 21–17, 16–18) Jegyzőkönyv |     |                         | Eiffel-torony stadion, Párizs Nézőszám: 9988 Játékvezető: Rui Carvalho (POR), Mariko Satomi (JPN) |

| 2024. augusztus 5. 13:00 | Álvarez M – Moreno (ESP)          | 2–1 | Stam – Schoon (NED) | Eiffel-torony stadion, Párizs Nézőszám: 10 647 Játékvezető: Charalampos Papadogoulas (GRE), Sylvain Druart (FRA) |
| 2024. augusztus 5. 13:00 | (18–21, 21–19, 15–13) Jegyzőkönyv |     |                     | Eiffel-torony stadion, Párizs Nézőszám: 10 647 Játékvezető: Charalampos Papadogoulas (GRE), Sylvain Druart (FRA) |

| 2024. augusztus 5. 18:00 | Melissa – Brandie (CAN)    | 2–0 | Nuss – Kloth (USA) | Eiffel-torony stadion, Párizs Nézőszám: 10 105 Játékvezető: Juan Saavedra (COL), Agnieszka Myszkowska (POL) |
| 2024. augusztus 5. 18:00 | (21–19, 21–18) Jegyzőkönyv |     |                    | Eiffel-torony stadion, Párizs Nézőszám: 10 105 Játékvezető: Juan Saavedra (COL), Agnieszka Myszkowska (POL) |

| 2024. augusztus 5. 21:00 | Ana Patricia – Duda (BRA)  | 2–0 | Akiko – Ishii (JPN) | Eiffel-torony stadion, Párizs Nézőszám: 10 390 Játékvezető: Jean Mukundiyukuri (RWA), Wang Lijun (CHN) |
| 2024. augusztus 5. 21:00 | (21–15, 21–16) Jegyzőkönyv |     |                     | Eiffel-torony stadion, Párizs Nézőszám: 10 390 Játékvezető: Jean Mukundiyukuri (RWA), Wang Lijun (CHN) |

### Negyeddöntők
| 2024. augusztus 6. 21:00 | Mariafe – Clancy (AUS)            | 2–1 | Esmée – Zoé (SUI) | Eiffel-torony stadion, Párizs Nézőszám: 10 216 Játékvezető: Brigham Beatie (USA), Jean Mukundiyukuri (RWA) |
| 2024. augusztus 6. 21:00 | (21–19, 16–21, 15–12) Jegyzőkönyv |     |                   | Eiffel-torony stadion, Párizs Nézőszám: 10 216 Játékvezető: Brigham Beatie (USA), Jean Mukundiyukuri (RWA) |

| 2024. augusztus 6. 22:00 | Hughes – Cheng (USA)      | 0–2 | Hüberli – Betschart (SUI) | Eiffel-torony stadion, Párizs Nézőszám: 10 524 Játékvezető: Osvaldo Sumavil (ARG), Juan Saavedra (COL) |
| 2024. augusztus 6. 22:00 | (18–21 19–21) Jegyzőkönyv |     |                           | Eiffel-torony stadion, Párizs Nézőszám: 10 524 Játékvezető: Osvaldo Sumavil (ARG), Juan Saavedra (COL) |

| 2024. augusztus 7. 17:00 | Álvarez M – Moreno (ESP)   | 0–2 | Melissa – Brandie (CAN) | Eiffel-torony stadion, Párizs Nézőszám: 10 365 Játékvezető: Agnieszka Myszkowska (POL), Sylvain Druart (FRA) |
| 2024. augusztus 7. 17:00 | (18–21, 18–21) Jegyzőkönyv |     |                         | Eiffel-torony stadion, Párizs Nézőszám: 10 365 Játékvezető: Agnieszka Myszkowska (POL), Sylvain Druart (FRA) |

| 2024. augusztus 7. 18:00 | Ana Patricia – Duda (BRA)  | 2–0 | Tīna – Anastasija (LAT) | Eiffel-torony stadion, Párizs Nézőszám: 10 775 Játékvezető: José Padron (ESP), Robert Leko (SRB) |
| 2024. augusztus 7. 18:00 | (21–16, 21–10) Jegyzőkönyv |     |                         | Eiffel-torony stadion, Párizs Nézőszám: 10 775 Játékvezető: José Padron (ESP), Robert Leko (SRB) |

### Elődöntők
| 2024. augusztus 8. 17:00 | Hüberli – Betschart (SUI)         | 1–2 | Melissa – Brandie (CAN) | Eiffel-torony stadion, Párizs Nézőszám: 10 132 Játékvezető: Wang Lijun (CHN), Jean Mukundiyukuri (RWA) |
| 2024. augusztus 8. 17:00 | (21–14, 20–22, 12–15) Jegyzőkönyv |     |                         | Eiffel-torony stadion, Párizs Nézőszám: 10 132 Játékvezető: Wang Lijun (CHN), Jean Mukundiyukuri (RWA) |

| 2024. augusztus 8. 21:00 | Ana Patricia – Duda (BRA)         | 2–1 | Mariafe – Clancy (AUS) | Eiffel-torony stadion, Párizs Nézőszám: 10 373 Játékvezető: Davide Crescentini (ITA), Agnieszka Myszkowska (POL) |
| 2024. augusztus 8. 21:00 | (20–22, 21–15, 15–12) Jegyzőkönyv |     |                        | Eiffel-torony stadion, Párizs Nézőszám: 10 373 Játékvezető: Davide Crescentini (ITA), Agnieszka Myszkowska (POL) |

### Bronzmérkőzés
| 2024. augusztus 9. 21:00 | Mariafe – Clancy (AUS)     | 0–2 | Hüberli – Betschart (SUI) | Eiffel-torony stadion, Párizs Nézőszám: 9241 Játékvezető: Osvaldo Sumavil (ARG), Giseli Amantino (BRA) |
| 2024. augusztus 9. 21:00 | (17–21, 15–21) Jegyzőkönyv |     |                           | Eiffel-torony stadion, Párizs Nézőszám: 9241 Játékvezető: Osvaldo Sumavil (ARG), Giseli Amantino (BRA) |

### Döntő
| 2024. augusztus 9. 22:30 | Ana Patricia – Duda (BRA)         | 2–1 | Melissa – Brandie (CAN) | Eiffel-torony stadion, Párizs Nézőszám: 10 412 Játékvezető: Agnieszka Myszkowska (POL), Robert Leko (SRB) |
| 2024. augusztus 9. 22:30 | (26–24, 12–21, 15–10) Jegyzőkönyv |     |                         | Eiffel-torony stadion, Párizs Nézőszám: 10 412 Játékvezető: Agnieszka Myszkowska (POL), Robert Leko (SRB) |

## Végeredmény
| Helyezés | Csapat                                           |
| -------- | ------------------------------------------------ |
| Arany    | Ana Patrícia Ramos – Eduarda Santos Lisboa (BRA) |
| Ezüst    | Melissa Humana-Paredes – Brandie Wilkerson (CAN) |
| Bronz    | Tanja Hüberli – Nina Betschart (SUI)             |
| 4.       | Mariafe Artacho del Solar – Taliqua Clancy (AUS) |
| 5.       | Tīna Graudiņa – Anastasija Kravčenoka (LAT)      |
| 5.       | Esmée Böbner – Zoé Vergé-Dépré (SUI)             |
| 5.       | Daniela Álvarez Mendoza – Tania Moreno (ESP)     |
| 5.       | Sara Hughes – Kelly Cheng (USA)                  |
| 9.       | Carolina Solberg Salgado – Bárbara Seixas (BRA)  |
| 9.       | Xue Chen – Xia Xinyi (CHN)                       |
| 9.       | Svenja Müller – Cinja Tillmann (GER)             |
| 9.       | Valentina Gottardi – Marta Menegatti (ITA)       |
| 9.       | Akiko Hasegawa – Miki Ishii (JPN)                |
| 9.       | Katja Stam – Raïsa Schoon (NED)                  |
| 9.       | Liliana Fernández – Paula Soria (ESP)            |
| 9.       | Kristen Nuss – Taryn Kloth (USA)                 |
| 17.      | Barbora Hermannová – Marie-Sára Štochlová (CZE)  |
| 17.      | Lézana Placette – Alexia Richard (FRA)           |
| 19.      | Heather Bansley – Sophie Bukovec (CAN)           |
| 19.      | Marwa Abdelhady – Doaa Elghobashy (EGY)          |
| 19.      | Clémence Vieira – Aline Chamereau (FRA)          |
| 19.      | Laura Ludwig – Louisa Lippmann (GER)             |
| 19.      | Monika Paulikienė – Ainė Raupelytė (LTU)         |
| 19.      | Giuliana Poletti – Michelle Valiente (PAR)       |